# Lori-Ann Muenzer
Lori-Ann Muenzer (* 21. Mai 1966 in Toronto, Ontario) ist eine kanadische Radsportlerin, die auf den Bahnradsport spezialisiert war.
Muenzer, die im Verlaufe ihrer Karriere 13 kanadische Meistertitel gewann, stieß erst an die Weltspitze vor, als sie bereits über 30 Jahre alt war. 2000 gewann sie bei der Bahnrad-WM in Manchester die Silbermedaille im Bahnsprint. Im darauf folgenden Jahr kamen bei der Weltmeisterschaft in Antwerpen Silber im 500-Meter-Zeitfahren und Bronze im Bahnsprint hinzu. Bei den Commonwealth Games 2002, die wiederum in Manchester stattfanden, wurde Muenzer Zweite im Bahnsprint und Dritte im 500-Meter-Zeitfahren. Eine weitere WM-Bronzemedaille im Bahnsprint gewann sie 2004 in Melbourne.
Der größte Erfolg ihrer Karriere war der Gewinn der Goldmedaille bei den Olympischen Sommerspielen 2004 in Athen. Dieser Erfolg kam eher überraschend, da sie um mindestens sieben Jahre älter war als alle übrigen Teilnehmerinnen, die sich für das Finale qualifiziert hatten. Vier Tage zuvor war sie Siebte im 500-Meter-Zeitfahren geworden. 2006 erklärte sie ihren Rücktritt vom Spitzensport.
Heute lebt Muenzer in Edmonton. Sie gründete das Unternehmen Pure Momentum, das Dienstleistungen im Bereich Öffentlichkeitsarbeit anbietet. 2007 veröffentlichte sie ihre Autobiografie unter dem Titel One Gear, No Breaks (ISBN 1-55263-883-9).